# Témisz
A Témisz görög mitológiai eredetű női név, jelentése: igazság, jog.

## Gyakorisága
Az 1990-es években szórványos név, a 2000-es években nem szerepel a 100 leggyakoribb női név között.

## Névnapok
- december 21.[2]